# Atari SAP
El formato de música Atari SAP almacena los datos de la música generada en un microcomputador Atari de 8 bits que usa el chip de sonido POKEY. 
Las melodías más populares en este formato para Atari de 8 bits se escribieron entre 1981-1987.
Este formato es similar a otros formatos como SID, SPC o NSF. Los datos de la música son procesados por un programa reproductor de audio que emula el comportamiento de la CPU y el hardware de sonido de un computador Atari de 8 bits (XL/XE), en forma dedicada o mediante un accesorio {plugin} con el fin de tocar la música, o los sonidos de los juegos, etc.
El formato SAP puede ser tocado por un programa reproductor de SAP de los cuales hay disponible varios para distintas plataformas de hardware.